# Gare de Konotop
Le gare de Konotop (ukrainien : Конотоп (станція)) est une gare ferroviaire situé en Ukraine.

## Histoire
Elle se trouve sur la ligne Kiev-Koursk voulue par le Tzar en 1866, en 1868 les bâtiments du dépôt de locomotives furent les premiers élevés. Le bâtiment voyageur, endommagé par la Seconde Guerre mondiale fut reconstruit entre 1950 et 1953 par l'architecte Peter Krasitsky. La ligne est électrifiée en 1967 sur la section Nijni-Konotop-Zernove, la partie vers Vorojba ne le fut qu'en 2010.
La gare est le lieu du contrôle douanier.

### Accueil

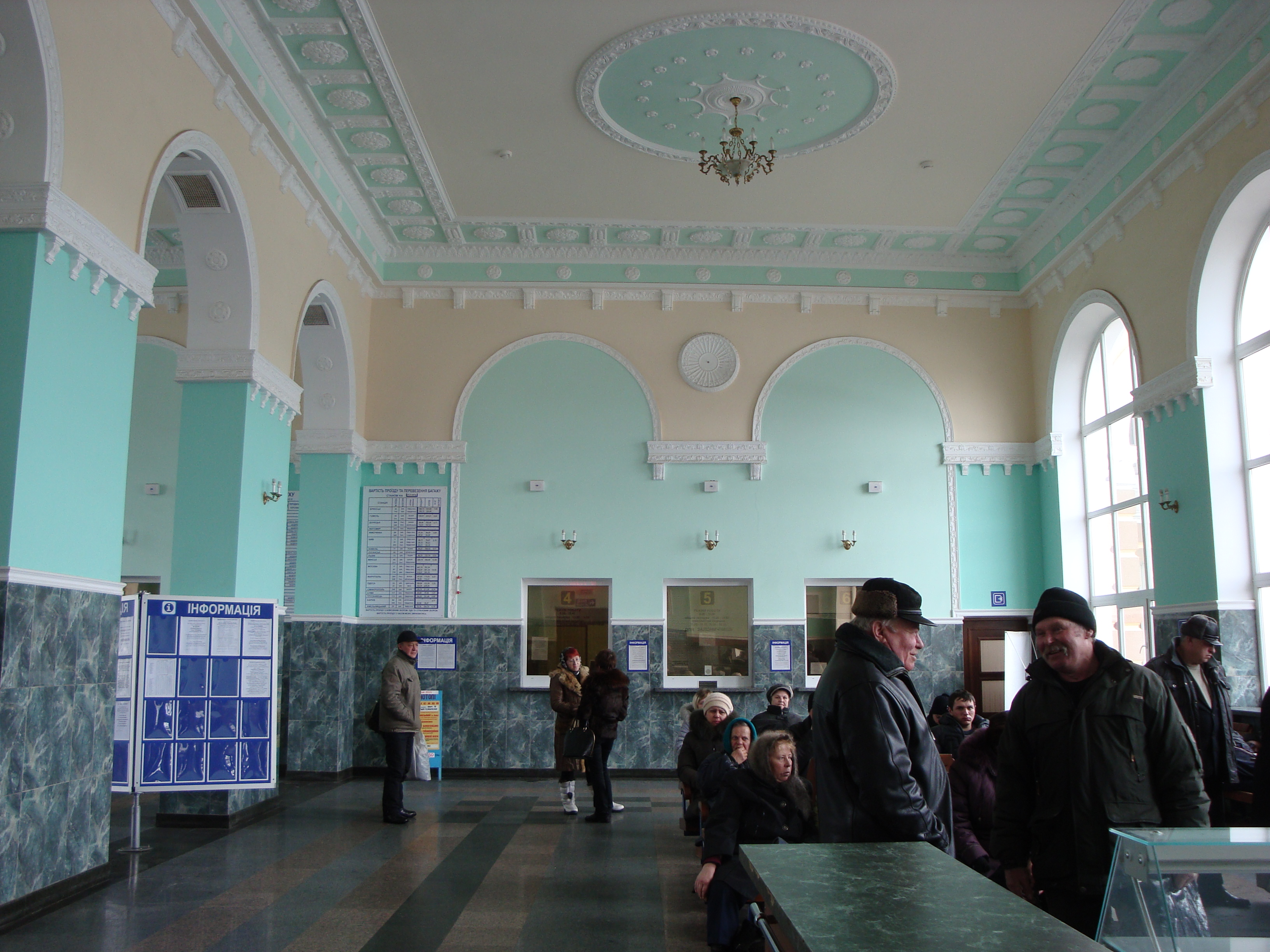
Le hall de la gare.